# گئورگ داباغیان
گئورگ گورگِنی داباغیان (ارمنی: Գևորգ Գուրգենի Դաբաղյան؛ زادهٔ ۱۲ فوریهٔ ۱۹۶۵) نوازنده ساز دودوک اهل ارمنستان است. وی از سال ۱۹۸۰ میلادی تا کنون فعالیت می‌کند.

## زندگی‌نامه
در ۱۲ فوریهٔ ۱۹۶۵ در ایروان به دنیا آمد و در سال ۱۹۸۴ از کالج دولتی موسیقی رومانوس ملیکیان و در سال ۱۹۸۹ کنسرواتوار دولتی کومیتاس ایروان فارغ‌التحصیل شد. وی گروه موسیقی فولک شوغاکن را در سال ۱۹۹۱ تأسیس نمود.
وی عضو پروژه راه ابریشم یو-یو ما در سال ۲۰۰۵ بود. وی همچنین برندهٔ جوایزی همچون هنرمند افتخاری جمهوری ارمنستان (۲۰۰۴) و هنرمند مردمی ارمنستان (۲۰۱۷) و تقدیرنامه وزارت فرهنگ جمهوری ارمنستان شده‌است.

## دیسکوگرافی
ضبط انفرادی
- [1996] موسیقی ارمنستان .Vol.3: Duduk (Celestial Harmonies)
- [2002] Miniatures (Traditional Crossroads)

همراه با گروه موسیقی فولک شوغاکن
- [۱۹۹۶] موسیقی ارمنستان، Vol. 5: Folk Music (Celestial Harmonies)
- [2002] Armenia Anthology (Traditional Crossroads)
- [2004] Traditional Dances Of Armenia (Traditional Crossroads)
- [۲۰۰۵] هاسمیک هاروتیونیان همراه با گروه موسیقی شوغاکن - Armenian Lullabies
- [۲۰۰۷] گروه موسیقی شوغاکن - Music from Armenia (Traditional Crossroads)

همراه با Komitas Quartet
- [۲۰۰۵]واچه شارافیان-On The Fortieth Day(Traditional Crossroads)
- [2008]Lost Songs from Eden (Traditional Crossroads)

همراه با ربیع ابوخلیل
- [2007]Songs for Sad Women (Enja)

همراه با مانیک گریگوریان
- [۱۹۹۶] مانیک گریگوریان – Van: Armenian Folk Songs(MEG Recordings)